# 岡田修二
岡田 修二（おかだ しゅうじ）は、日本の画家、アートディレクター。学位は博士（美術）（京都市立芸術大学・2007年）。成安造形大学学長。
株式会社電通での勤務を経て、成安造形短期大学造形芸術科助教授、成安造形大学芸術学部教授、成安造形大学学長補佐などを歴任した。

## 来歴

### 生い立ち
香川県高松市生まれ。1985年（昭和60年）、愛知県立芸術大学美術学部美術科絵画油画専攻卒業、芸術学士。1987年（昭和62年）、愛知県立大学大学院美術研究科絵画油画専攻修了、芸術学修士。

### アートディレクターとして
1987年（昭和62年）に電通に入社し、アートディレクターとして勤務した。1994年（平成6年）、電通を退職した。なお、1994年（平成6年）から1999年（平成11年）まで、ニューヨークアートディレクターズクラブの国際会員であった。

### 画家として
電通退職後は油画を専門とする画家として活動するとともに、教育者として後進の育成に努めた。1994年（平成6年）、成安造形短期大学に採用され造形芸術科講師に就任。1996年に造形芸術科助教授に昇任した。また、2000年（平成12年）から2005年（平成17年）にかけて、京都市立芸術大学非常勤講師を兼任していた。
その後、成安造形短期大学が新設される大阪成蹊大学芸術学部の母体となることを受けて、成安造形短期大学には残留せず、2002年（平成14年）より2006年（平成18年）まで成安造形大学芸術学部助教授を務めた。また、並行して京都市立芸術大学大学院美術研究科油画領域に在籍していた。在学中に「絵画経験の純粋性についての一考察――生ける現在と持続」と題した博士論文を執筆した。2007年（平成19年）、京都市立芸術大学大学院博士後期課程修了、3月23日付で博士（美術）。なお、成安造形大学助教授の傍ら、2003年（平成15年）から2004年（平成16年）にかけて、愛知県立芸術大学非常勤講師を兼任していた。
2006年（平成18年）、成安造形大学芸術学部教授。2009年（平成21年）からは成安造形大学の学長補佐も兼務した。また、2006年（平成18年）から2007年（平成19年）まで、および、2008年（平成20年）から2009年（平成21年）まで、愛知県立芸術大学非常勤講師を兼任していた。さらに、2012年（平成24年）から2016年（平成28年）まで京都大学こころの未来研究センター共同研究員を兼任していた。加えて、2012年（平成24年）から2013年（平成25年）まで、東京芸術大学非常勤講師を兼任していた。2013年（平成25年）には、ロンドン大学のゴールドスミス校客員研究員を兼任した。2015年（平成27年）、成安造形大学学長に就任した。

## 略歴
- 1985年 - 愛知県立芸術大学美術学部卒業
- 1987年
  - 愛知県立芸術大学大学院美術研究科修了
  - 電通入社[2]。
- 1994年
  - 電通退職[2]。
  - 成安造形短期大学造形芸術科講師
  - ニューヨークアートディレクターズクラブ国際会員[2]。
- 1996年 - 成安造形短期大学造形芸術科助教授
- 2000年 - 京都市立芸術大学講師
- 2002年 - 成安造形大学芸術学部助教授
- 2003年 - 愛知県立芸術大学講師
- 2006年
  - 成安造形大学芸術学部教授
  - 愛知県立芸術大学講師
- 2007年 - 京都市立芸術大学大学院美術研究科博士（後期）課程修了
- 2008年 - 愛知県立芸術大学講師
- 2009年 - 成安造形大学学長補佐
- 2012年
  - 京都大学こころの未来研究センター共同研究員[2]
  - 東京芸術大学講師。
- 2013年 - ロンドン大学ゴールドスミス校客員研究員[2]。
- 2015年 - 成安造形大学学長[2]

## 発表歴

### 個展
- 1986 ‘86新人選抜レスポアール展」銀座スルガ台画廊、東京、2.24-3.1
- 1989 「Segment」大阪府立現代美術センター、5.22-5.27
- 1990 「閉じながらかつ開きうるものたち」ギャラリー16、京都、10.9-10.14
- 1991 ギャラリー白、大阪、6.10-6.15
  - ラブコレクションギャラリー、愛知、10.29-11.3
- 1992 信濃橋画廊、大阪、1.27-2.1
  - ギャラリー白、大阪、6.15-6.20
- 1993 ギャラリー白、大阪、8.30-9.4
- 1994 ルナミ画廊、東京、4.18-4.23
  - ギャラリー白、大阪、11.28-12.3
- 1995 ギャラリーMOCA、愛知、5.9-5.20
  - 乗松巖記念館エスパス21、愛媛、11.7-12.3
- 1997 「Material Pleasure」ギャラリー16、京都、4.22-4.30
- 1998 「今日の表現10」京都市四条ギャラリー、5.4-5.31
- 1999 「New Works」第一生命ギャラリー、東京、5.12-6.2
- 2001 「Waterscape」第一生命ギャラリー、東京、5.7-6.1
- 2002 「岡田修二作品展」同志社女子大学情報メディア学科メディアサポートセンター・ギャラリー、京都、4.1-6.31
- 2003 「滋賀の現代作家展　岡田修二　絵画—見ることへの問い」滋賀県立近代美術館、1.11-2.16
- 2004 「Chance Image　〜イメージの瞬間性〜」彌右衛門（YAEMON）、京都、9.4-10.10
  - ガレリアフィナルテ、愛知、11.29-12.11
- 2006 ギャルリー東京ユマニテ、10.10-10.28
- 2007 「平成19年春の有隣荘特別公開　岡田修二—モネ・水の記憶」大原美術館有隣荘、岡山、4.26-5.13
- 2010 「水辺ー寂静」MATSUO MEGUMI+VOICE GALLERY pfs/w、京都、5.29-6.27
- 2012 ギャルリー東京ユマニテ、10.15-10.27

### グループ展
- 1983
  - 「第1回上野の森美術館大賞展」上野の森美術館、東京、4.29-5.8
  - 「’83東京セントラル美術館大賞展」東京セントラル美術館、8.16-8.28
- 1984
  - 「第2回上野の森美術館大賞展」上野の森美術館、東京、5.25-6.5
- 1985
  - 「第2回上野の森美術館大賞展受賞者パリ展」パリ吉井画廊、フランス、2.5-2.26
  - 「第60回国画会展」東京都美術館、5.17-5.26、他
  - 「河合塾美術研究所教官展」ギャラリーNAF、愛知
  - 「’85東京セントラル美術館大賞展」東京セントラル美術館、8.20-9.1
  - 「Joint Exhibition 1st」ギャラリーはくぜん、愛知
- 1986
  - 「Joint Exhibition 2nd」名古屋市博物館ギャラリー、愛知、2.5-2.9
- 1990
  - 「次代をになう作家展」彫刻の森美術館、神奈川、2.15-3.14
- 1992
  - 「ファイバーワークス1992 〜紙、素材からの思考、視触〜」（丹羽誠次郎・中川佳宣・松岡徹）ラブコレクションギャラリー、愛知、1.11-1.19
  - 「アートジャンクション7」（金村仁・西山美なコ・中ハシ克シゲ・森口ゆたか 他）四条河原町阪急ウインドーギャラリー、京都、10.16-10.28
  - 「アレゴリーⅤ」（今村哲・上瀬守・染谷亜里可 他）名古屋市民ギャラリー、愛知、10.20-10.25
  - 「新栄会展」丸栄百貨店、愛知、11.12-11.17
  - 「テーブルトーク展」ギャラリーノースフォート、大阪、11.30-12.12
- 1993
  - 「’93兵庫の美術家」兵庫県立近代美術館、11.6-12.5
- 1994
  - 「絵画の方向’94」大阪府立現代美術センター、6.27-7.9
- 1995
  - 「現代写真表現の拡大’95」ラブコレクションギャラリー、愛知、1.24-2.5
  - 「美術の皮膚展」（関口敦仁・高畠彰・牛波・明和電機）キリンプラザ大阪、5.16-6.10
- 1996
  - 「VOCA展’96 現代美術の展望〜新しい平面の作家たち〜」上野の森美術館、東京、2.17-3.3
  - 「フィリップモリスアートアワード1996 最終審査展」青山スパイラル、原宿クエストホール、東京、5.22-6.2
- 1997
  - 「現代作家の眼展 〜クロスオーバー10現代美術〜」岡山県総合文化センター、10.29-11.9
- 1998
  - 「VOCA展’98 現代美術の展望〜新しい平面の作家たち〜」上野の森美術館、東京、3.28-4.12
  - 「フィリップモリスアートアワード1998 最終審査展」東京国際フォーラム、6.30-7.10
  - 「第16回花の木会絵画展」丸栄百貨店、愛知、7.30-8.4
- 1999
  - 「VOCA展’94〜’98受賞作品展」第一生命ギャラリー、東京、1.12-4.23
  - 「第9回芸術祭典・京 造形部門 SKIN-DIVE〜感覚の回路を開く〜」（石内都・笹岡敬・白髪一雄・高橋匠太・高嶺格 他）元龍池小学校、京都、5.25-6.12
  - 「第17回花の木会絵画展」丸栄百貨店、愛知、8.12-8.16
  - 「第2回MSFA 成安造形短期大学ファインア−ト研究会展」京都府立文化芸術会館、12.7-12.12
- 2000
  - 「Communication Party Vol.5」（秋山陽・田中薫）アートライフみつはし、京都、5.2-5.21
  - 「第18回花の木会絵画展」丸栄百貨店、愛知、8.3-8.9
  - 「第3回MSFA 成安造形短期大学ファインア−ト研究会展」京都府立文化芸術会館、12.5-12.10
  - 「Ego・berry展」名古屋芸術大学アート＆デザインセンターギャラリ−Be/be、愛知、12.6-12.22
- 2001
  - 「いたるところに、いつもあるない」Oギャラリーeyes、大阪、1.8-1.20
  - 「愛知県立芸術大学収蔵作品展〜自然との対話〜」はるひ美術館、愛知、7.21-9.16
  - 「第19回花の木会絵画展」丸栄百貨店、愛知、8.2-8.8
  - 「第10回国際現代造形コンクール 大阪トリエンナーレ2001」海岸道ギャラリーCASO、大阪、10.6-12.23
  - 「岡崎乾二郎×岡田修二展 〜経験の可能性 ー視覚が形式を通り抜けるところ〜」京都芸術センター、10.27-11.17
- 2002
  - 「第21回安田火災美術財団選抜奨励展」安田火災東郷青児美術館、東京、3.9-4.14
  - 「2002新鋭美術選抜展」京都市美術館、6.26-7.7
  - 「第20回花の木会絵画展」丸栄百貨店、愛知、8.1-8.8
- 2003
  - 「素材としての水・主題としての水」（今井祝雄・大野俊明・小清水漸・児玉靖枝・杉本博司・元永定正）成安造形大学ギャラリーアートサイト、滋賀、5.10-5.31
  - 「上野の森美術館大賞展20年 〜作家の視点〜」上野の森美術館、東京、6.20-6.26
  - 「京都・洋画の現在」京都文化博物館、7.9-10.7
  - 「二条城築城400年記念展覧会 美術離宮」（石原友明・岡本光博・徳田憲樹・三嶽伊紗）京都芸術センター9.5-9.28、二条城、京都、9.13-11.16
  - 「第一生命ギャラリー所蔵作品展」第一生命ギャラリー、東京、10.6-10.24
  - 「第6回アジアデザイン国際会議」つくば国際会議場、茨城、10.14-10.17
  - 「University Drawings from Japan and United States」ハンプシャーカレッジギャラリー、アメリカ、11.5-11.25
- 2004
  - 「第6回前田寛治大賞展」高島屋東京店、東京、8.25-8.31、倉吉博物館、鳥取、9.18-10.24
  - 「VOCA1994〜2003 10年の受賞作品展」大原美術館、岡山、9.9-11.28
- 2005
  - 「INTERIM SHOW」京都市立芸術大学、2.14-2.20
  - 「第一生命ギャラリー所蔵作品展」第一生命ギャラリー、東京、2.17-3.11
  - 「芸大を巣立った作家たち」愛知県立芸術大学芸術資料館、7.30-8.9
  - 「ART in CASO 2005 ART/LIFE/SCENE」YAEMON、海岸道ギャラリーCASO、大阪、11.24-11.27
- 2006
  - 「人のすがた、人のカラダ」滋賀県立近代美術館、1.5-4.2
  - 「VOCAの華 あか（津上みゆき）しろ（岡田修二）」ガレリアフィナルテ、愛知、3.13-3.25
  - 「フォトジェニック！」滋賀県立近代美術館、4.4-7.2
  - 「VOCAに映し出された現在 いまいるところ／いまあるわたし」宇都宮美術館、栃木、7.9-9.18
  - 「International Art Fair ART in CASO OSAKA 」YAEMON、海岸道ギャラリーCASO、大阪、9.22-9.24
- 2007
  - 「第一生命ギャラリー所蔵作品展」第一生命ギャラリー、東京、2.5-2.27
  - 「平成17〜18年度文化庁買上優秀美術作品披露展」日本芸術院会館、東京、3.13-3.25
  - 「女性力」滋賀県立近代美術館、4.3-7.1
  - 「Remembrance of things passing」（ニシジマアツシ・横溝美由紀）海岸道ギャラリーCASO、大阪、5.1-5.13
  - 「森と水をめぐる旅」滋賀県立近代美術館、9.4-12.15
- 2008
  - 「セイ・ハン・タイ」滋賀県立近代美術館、7.1-8.31
  - 「開館20周年記念コレクション+ひびきあう音・色・形」高松市美術館、香川、7.25-9.7
  - 「第一生命ギャラリー所蔵作品展」第一生命ギャラリー、東京、8.11-8.22
  - 「大阪府20世紀美術コレクション選 IN CASO」海岸通ギャラリーCASO、大阪、9.9-9.21
- 2009
  - 「はじめての美術館」滋賀県立近代美術館、2.14-4.12
  - 「田村光義先生追悼展」京都市立芸術大学ギャラリー、4,7-4,19
  - 「夏休み子ども美術館」滋賀県立近代美術館、6.30-8.30
  - 「神戸アートマルシェ2009」クラウンプラザ神戸、兵庫、9.4-9.6
  - 「新収蔵作品展2006〜2009」大原美術館、岡山、10.1-12.27
  - 「ART TODAY 2009」（安田佐智種）セゾン現代美術館、長野、10.10-11.23
  - 「ミッドウエイ・オーサカ 御堂筋アート・ウインドー」（内田晴之・清水九兵衛・津田和一 他）京阪神不動産御堂筋ビル、大阪、12.12-2010.3.22
- 2010
  - 「物からモノへ モノ学・感覚価値研究会展覧会」（近藤高弘・小清水漸・関根伸夫 他）京都大学総合博物館、1.16-1.31
  - 「水のいろ、水のかたち」高松市美術館、香川、4.10-5.30
  - 「超京都 現代美術 @ 杉本家住宅」京都市指定有形文化財杉本家住宅、京都、5.15-5.16
  - 「夏休み子供美術館2010 アートぶつぶつえん」滋賀県立近代美術館、6.29-8.29
  - 「遭遇、カオスにて—伝統・現代・日本・西洋」セゾン現代美術館、長野、7.9-10.3
  - 「大原美術館創立80周年記念特別展 大原BEST」大原美術館、岡山、9.14-12.5
  - 「Tasting Art Exhibition 02」阪急百貨店、大阪、10.16-10.11
  - 「物気色 モノ学・感覚価値研究会アート分科会展」（黒田アキ・近藤高弘・志村ふくみ 他）社団法人京都家庭女学院・虚白院、京都、11.21-11.28
- 2011
  - 「トリック＆ユーモア」横須賀美術館、神奈川、9.10-11.6
  - 「ART TODAY 2011 昨日の今日と今日の今日」セゾン現代美術館、長野、10.8-11.23
  - 「SITE SITE SPECIFIC ～近江の水・山・祈り～ 岡田修二x高梨純次 水辺ー寂静」 成安造形大学キャンパスが美術館 、滋賀、10.23-11.8
  - 「モノクロームー色彩の記憶」高松市美術館、香川、10.27-12.25
- 2012
  - 「日本の前衛」滋賀県立近代美術館、1.21-4.1
  - 「自然学|SHIZENGAKU〜来るべき美学のために〜」滋賀県立近代美術館、8.11-9.23
- 2013
  - 「写真×絵画」滋賀県立近代美術館、2.2-3.31
  - 「自然学|SHIZENGAKU」ロンドン大学ゴールドスミスカレッジ、ロンドン イギリス、2.24-3.2、メニエールギャラリー、ロンドン イギリス、3.6-3.9
  - 「大原コンテンポラリー」大原美術館、岡山、4.20-7.7